# Ueno Zoo
Ueno Zoo (恩賜上野動物園, Onshi Ueno Dōbutsuen) – najstarszy japoński ogród zoologiczny znajdujący się w Parku Ueno, w okręgu Taitō. 

## Historia
Zoo powstało rozpoczęło działalność w 1881 r., jako menażeria należąca do Tokijskiego Muzeum Edukacji (obecnie Narodowe Muzeum Przyrody i Nauki). W 1882 r. menażerię powierzono przyrodnikowi Tanace Yoshio, który przekształcił ją w pierwsze w Japonii publiczne zoo. Pierwotnie teren, na którym powstało zoo był własnością rodziny cesarskiej. W 1924 r. został nadany władzom miejskim z okazji ślubu księcia Hirohito (onshi jap. cesarski dar). 

### II wojna światowa
W sierpniu 1943 r. zarządca Tokio, Shigeo Ōdachi, wydał nakaz zabicia wszystkich „dzikich i niebezpiecznych zwierząt”, te, gdyby w wyniku bombardowań wydostały się na wolność, mogłyby stwarzać niebezpieczeństwo dla ludzi. Prośby pracowników zoo o oszczędzenie lub ewakuację zwierząt zostały odrzucone. Zwierzęta były zabijane poprzez otrucie, uduszenie lub zagłodzenie. We wrześniu 1943 r. odbyło się nabożeństwo ofiarowane wybitym mieszkańcom zoo. Pomnik upamiętniający ten epizod w historii ogrodu powstał na terenie parku w 1975 r. 
Wkrótce po amerykańskich nalotach na Tokio, w marcu 1945 r., Japończycy umieścili nawigatora i bombardiera USAAF Raya "Hapa" Hallorana w jednej z klatek w zoo, gdzie przebywał wystawiony na widok publiczny. 

### Czasy współczesne
Po dwóch przypadkach śmierci goryli w 1999 r. zoo sukcesywnie modernizowało wybiegi, w celu zwiększenia dobrostanu zwierząt. Mimo poprawiających się warunków bytowania, niektóre z wybiegów to wciąż betonowe konstrukcje starego typu.

## Zwierzęta
Zoo podzielone jest na dwie strefy: zachodnią i wschodnią. Obie strefy połączone są mostem, a do 2019 r. także kolejką jednoszynową.

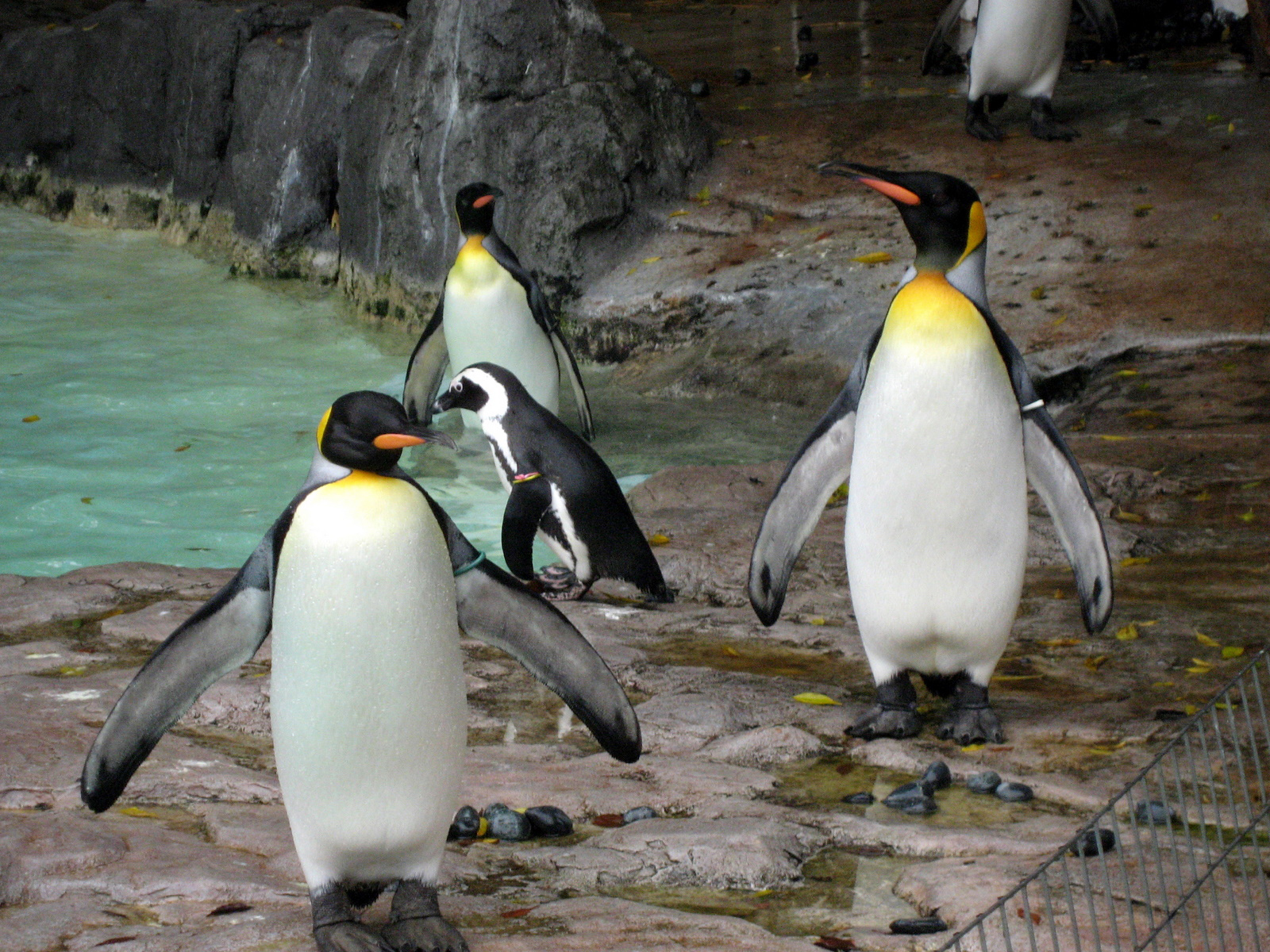
pingwiny cesarskie i pingwin przylądkowy

### Zwierzęta w strefie zachodniej
pandka ruda, kangur szary, pingwin przylądkowy, pingwin cesarski, flaming karmazynowy, trzewikodziób, arui grzywiasta, hipopotam karłowaty, nosorożec czarny, żyrafa siatkowana, okapi, żółw olbrzymi, krokodyl różańcowy, legwan zielony, żółw japoński, palczak madagaskarski, lemur katta, wari czarno-biały, maki szary, bernikla północna, pelikan różowy, bocian czarnodzioby, bielik olbrzymi

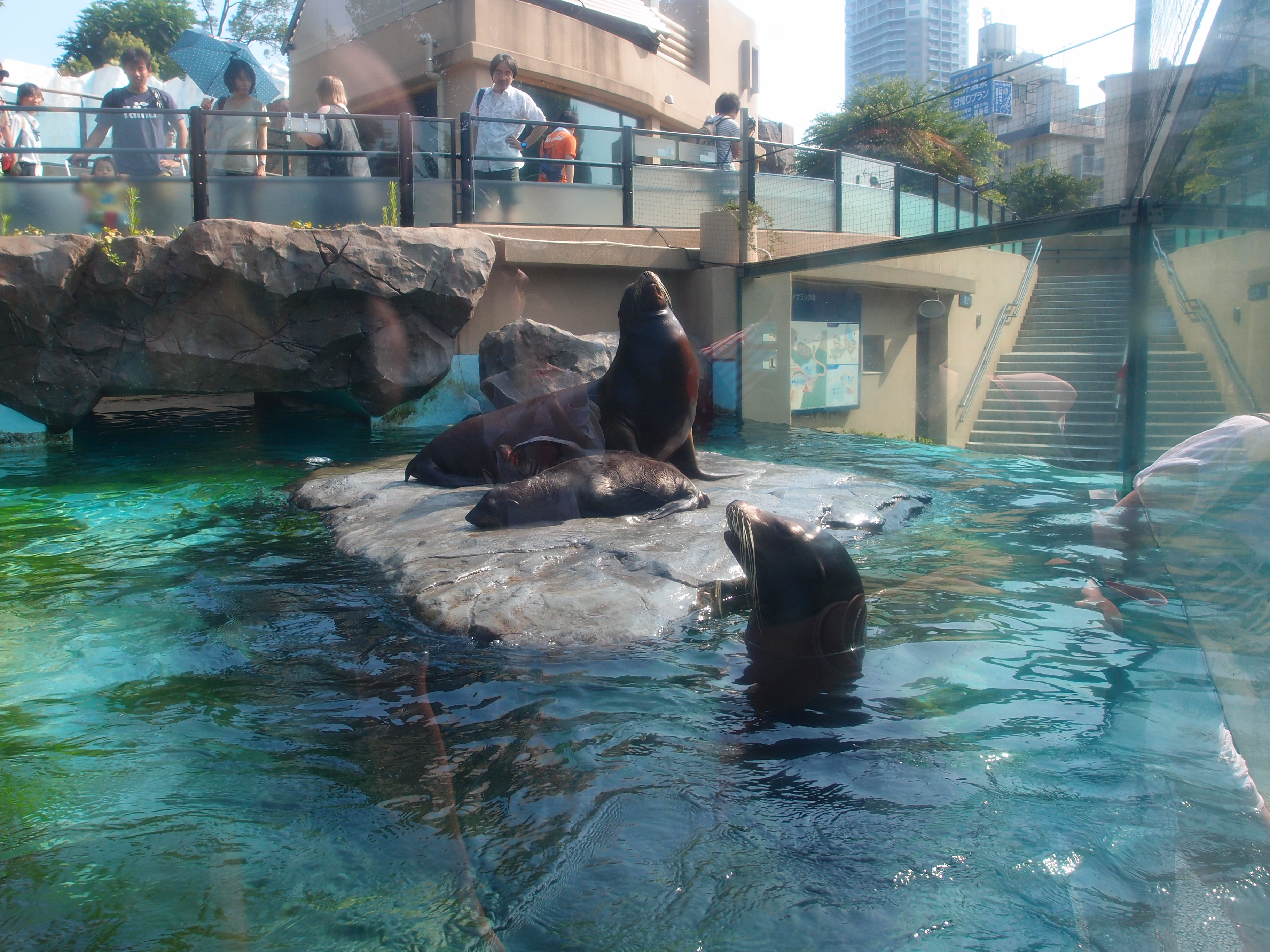
wybieg uszanek kalifornijskich

### Zwierzęta w strefie wschodniej
jeleń wschodni, wiewiórka japońska, wydra europejska, bażant pstry, puchacz śnieżny, słoń indyjski, bizon amerykański, nieświszczuk czarnoogonowy, gereza abisyńska, czepiak czarnoręki, makak japoński, ibis czczony, japoński niedźwiedź czarny, biruang malajski, niedźwiedź brunatny ussuri, żuraw mandżurski, tapir amerykański, tygrys sumatrzański, goryl nizinny, niedźwiedź polarny, uszanka kalifornijska, foka pospolita